# Bad Habit
«Bad Habit» es una canción del cantante estadounidense Steve Lacy, lanzada como el segundo sencillo de su segundo álbum de estudio Gemini Rights el 29 de junio de 2022. Lacy produjo la canción y la coescribió con Diana Gordon, John Kirby, Fousheé (como coros) y Mateo Castellanos.
La canción se convirtió en el mayor éxito para Lacy. Fue su primera entrada en las listas de Estados Unidos, la canción alcanzó el puesto número uno en Billboard Hot 100. También se convirtió en la primera canción en encabezar las listas Hot R&B/Hip-Hop Songs, Hot R&B Songs y Hot Rock & Alternative Songs simultáneamente. Aparte de los Estados Unidos, "Bad Habit" también gozo de popularidad en otros países.

## Recepción
Brycen Saunders de Hypebeast encontró que la canción tenía una "línea de bajo funky, un tempo suave y efectos electrónicos", y la letra abordaba "el arrepentimiento por un interés amoroso fallido". Tom Breihan de Stereogum calificó la canción como una "interpretación casera y de baja fidelidad suena a las composiciones de Prince", y también escribió que Lacy "superpone sus propias armonías" antes de "añadir un pequeño y hábil desglose de beatbox".